# NBA-döntő

Az NBA-döntő logója

Az NBA-döntő az észak-amerikai kosárlabda-bajnokság döntőjének mérkőzéssorozata.
A döntőt a Keleti főcsoport és a Nyugati főcsoport győztese játssza. Az egyik félnek négy mérkőzést kell megnyernie, azaz a döntő legalább négy, de legfeljebb hét mérkőzésből állhat. Pályaelőnnyel rendelkezik az a csapat, amelynek az alapszakaszbeli teljesítménye (győzelem–vereség mutatója) jobb volt. A hét lehetséges mérkőzésből 1985 és 2013 között az első két mérkőzést a pályaelőnnyel rendelkező csapat hazai pályáján, a következő hármat a másik csapat hazai pályáján, a legutolsó kettőt ismét a pályaelőnnyel rendelkező csapat hazai pályáján játszották. 2014-től visszaállt a 2–2–1–1–1 rendszer, az első két mérkőzést a pályaelőnnyel rendelkező csapat hazai pályáján, a következő kettőt a másik csapat hazai pályáján, az utolsó hármat (amennyiben szükséges) meccsenként pályát váltva játsszák a csapatok.
A győztes elnyeri a Larry O’Brien-trófeát. A győztes csapat tagjai bajnoki gyűrűt kapnak. A döntőben legjobb teljesítményt nyújtó játékos "a döntő legértékesebb játékosának" járó díjat kapja (MVP – Most Valuable Player).

## Döntősök

### Játszott döntők
A táblázat az 1947 és 2025 közötti döntősöket tartalmazza.
| Összesen | Csapat                                                     | Gy | V  |
| -------- | ---------------------------------------------------------- | -- | -- |
| 32       | Minneapolis/Los Angeles Lakers                             | 17 | 15 |
| 23       | Boston Celtics                                             | 18 | 5  |
| 12       | Philadelphia/San Francisco/Golden State Warriors           | 7  | 5  |
| 9        | Syracuse Nationals/Philadelphia 76ers                      | 3  | 6  |
| 8        | New York Knicks                                            | 2  | 6  |
| 7        | Fort Wayne/Detroit Pistons                                 | 3  | 4  |
| 7        | Miami Heat                                                 | 3  | 4  |
| 6        | Chicago Bulls                                              | 6  | 0  |
| 6        | San Antonio Spurs                                          | 5  | 1  |
| 5        | Seattle SuperSonics/Oklahoma City Thunder                  | 2  | 3  |
| 5        | Cleveland Cavaliers                                        | 1  | 4  |
| 4        | Houston Rockets                                            | 2  | 2  |
| 4        | Baltimore/Washington Bullets (jelenleg Washington Wizards) | 1  | 3  |
| 4        | St. Louis/Atlanta Hawks                                    | 1  | 3  |
| 3        | Milwaukee Bucks                                            | 2  | 1  |
| 3        | Portland Trail Blazers                                     | 1  | 2  |
| 3        | Phoenix Suns                                               | 0  | 3  |
| 3        | Dallas Mavericks                                           | 1  | 2  |
| 2        | New Jersey Nets (jelenleg Brooklyn Nets)                   | 0  | 2  |
| 2        | Orlando Magic                                              | 0  | 2  |
| 2        | Utah Jazz (korábban New Orleans Jazz)                      | 0  | 2  |
| 2        | Indiana Pacers                                             | 0  | 2  |
| 1        | Denver Nuggets                                             | 1  | 0  |
| 1        | Toronto Raptors                                            | 1  | 0  |
| 1        | Rochester Royals (jelenleg Sacramento Kings)               | 1  | 0  |
| 1        | Baltimore Bullets (eredeti) (1954-ben megszűnt)            | 1  | 0  |
| 1        | Chicago Stags (1950-ben megszűnt)                          | 0  | 1  |
| 1        | Washington Capitols (1951-ben megszűnt)                    | 0  | 1  |

Jelenleg az alábbi csapatok nem vettek még részt NBA-döntőben:
- Charlotte Bobcats
- Los Angeles Clippers (korábban Buffalo Braves, San Diego Clippers)
- Memphis Grizzlies (korábban Vancouver Grizzlies)
- Minnesota Timberwolves
- New Orleans Pelicans (korábban New Orleans Hornets, NO/OKC Hornets, Charlotte Hornets)

### Játszott mérkőzések
A táblázat az 1947 és 2021 közötti döntők adatait tartalmazza.
| M   | Csapat                 | Gy | V  | %     | Jegyzet                                                                                            |
| --- | ---------------------- | -- | -- | ----- | -------------------------------------------------------------------------------------------------- |
| 35  | Chicago Bulls          | 24 | 11 | 68,6% | |
| 34  | San Antonio Spurs      | 23 | 11 | 67,6% | |
| 6   | Baltimore Bullets      | 4  | 2  | 66,7% | Megszűnt csapat                                                                                    |
| 6   | Toronto Raptors        | 4  | 2  | 66,7% | |
| 17  | Milwaukee Bucks        | 11 | 6  | 64,7% | |
| 135 | Boston Celtics         | 79 | 56 | 58,5% | |
| 65  | Golden State Warriors  | 38 | 27 | 58,5% | A Philadelphia Warriors 10–6-os és San Francisco Warriors 3–8-as mutatójával együtt.               |
| 7   | Sacramento Kings       | 4  | 3  | 57,1% | Valamennyi Rochester Royals néven. Cincinnati Royals, Kansas City Kings néven nem játszott döntőt. |
| 40  | Detroit Pistons        | 22 | 18 | 55,0% | A Fort Wayne 4–8-as mutatójával együtt.                                                            |
| 23  | Houston Rockets        | 12 | 11 | 52,2% | |
| 185 | Los Angeles Lakers     | 93 | 92 | 50,3% | A Minneapolis Lakers 20–15-ös mutatójával együtt.                                                  |
| 12  | Dallas Mavericks       | 6  | 6  | 50,0% | |
| 35  | Miami Heat             | 17 | 18 | 48,6% | |
| 53  | Philadelphia 76ers     | 24 | 29 | 45,3% | A Syracuse Nationals 9–11-es mutatójával együtt.                                                   |
| 25  | Atlanta Hawks          | 11 | 14 | 44,0% | Valamennyi St. Louis Hawks néven                                                                   |
| 23  | Oklahoma City Thunder  | 10 | 13 | 43,5% | A Seattle SuperSonics 9–9-es mutatójával együtt.                                                   |
| 48  | New York Knicks        | 20 | 28 | 41,7% | |
| 17  | Portland Trail Blazers | 7  | 10 | 41,2% | |
| 18  | Phoenix Suns           | 6  | 12 | 33,3% | |
| 12  | Utah Jazz              | 4  | 8  | 33,3% | |
| 6   | Indiana Pacers         | 2  | 4  | 33,3% | |
| 6   | Washington Capitols    | 2  | 4  | 33,3% | Megszűnt csapat                                                                                    |
| 20  | Washington Wizards     | 5  | 15 | 25,0% | Baltimore Bullets néven 0–4-es, Washington Bullets néven 5–11-es mutató.                           |
| 10  | Brooklyn Nets          | 2  | 8  | 20,0% | Valamennyi New Jersey Nets néven.                                                                  |
| 5   | Chicago Stags          | 1  | 4  | 20,0% | Megszűnt csapat                                                                                    |
| 26  | Cleveland Cavaliers    | 7  | 19 | 15,4% | |
| 9   | Orlando Magic          | 1  | 8  | 11,1% | |

### Legtöbbször előfordult párosítások
Az alábbiak az 1947 és 2020 közötti döntők adatait tartalmazza. Zárójelben szerepel, hogy az adott csapat hányszor nyert.
- 12 alkalommal: Boston Celtics (9) – Minneapolis/Los Angeles Lakers (3)
- 6 alkalommal: Minneapolis/Los Angeles Lakers (5) – Syracuse Nationals/Philadelphia 76ers (1)
- 5 alkalommal: Minneapolis/Los Angeles Lakers (3) – New York Knicks (2)
- 4 alkalommal: Boston Celtics (3) – St. Louis/Atlanta Hawks (1)
- 4 alkalommal: Golden State Warriors (3) – Cleveland Cavaliers (1)
- 3 alkalommal: Detroit Pistons (2) – Los Angeles Lakers (1)
- 2 alkalommal: Seattle SuperSonics (1) – Washington Bullets/Wizards (1)
- 2 alkalommal: Boston Celtics (2) – Houston Rockets (0)
- 2 alkalommal: Chicago Bulls (2) – Utah Jazz (0)
- 2 alkalommal: Miami Heat (1) – Dallas Mavericks (1)
- 2 alkalommal: Miami Heat (1) – San Antonio Spurs (1)

### Legtöbb, egymás után következő NBA-döntő részvételek
- 10 alkalommal: Boston Celtics (1957–1966)
- 5 alkalommal: Golden State Warriors (2015–2019)
- 4 alkalommal: Los Angeles Lakers (1982–1985)
- 4 alkalommal: Boston Celtics (1984–1987)
- 4 alkalommal: Miami Heat (2011–2014)
- 4 alkalommal: Cleveland Cavaliers (2015–2018)
- 3 alkalommal: New York Knicks (1951–1953)
- 3 alkalommal: Minneapolis Lakers (1952–1954)
- 3 alkalommal: Los Angeles Lakers (1968–1970)
- 3 alkalommal: Los Angeles Lakers (1987–1989)
- 3 alkalommal: Detroit Pistons (1988–1990)
- 3 alkalommal: Chicago Bulls (1991–1993)
- 3 alkalommal: Chicago Bulls (1996–1998)
- 3 alkalommal: Los Angeles Lakers (2000–2002)
- 3 alkalommal: Los Angeles Lakers (2008–2010)

## Mérkőzések száma a döntőben
| M | Alkalom | Évek |
| - | ------- | --- |
| 4 | 9       | 1959, 1971, 1975, 1983, 1989, 1995, 2002, 2007, 2018 |
| 5 | 18      | 1947, 1953, 1956, 1961, 1964, 1965, 1972, 1973, 1979, 1990, 1991, 1999, 2001, 2004, 2009, 2012, 2014, 2017, 2023                                                                   |
| 6 | 30      | 1948, 1949, 1950, 1958, 1963, 1967, 1968, 1976, 1977, 1980, 1981, 1982, 1985, 1986, 1987, 1992, 1993, 1996, 1997, 1998, 2000, 2003, 2006, 2008, 2011, 2015, 2019, 2020, 2021, 2022 |
| 7 | 19      | 1951, 1952, 1954, 1955, 1957, 1960, 1962, 1966, 1969, 1970, 1974, 1978, 1984, 1988, 1994, 2005, 2010, 2013, 2016                                                                   |